# Imre Nagy (Moderner Fünfkämpfer)
Imre Nagy (* 21. Februar 1933 in Monor; † 20. Oktober 2013) war ein ungarischer Moderner Fünfkämpfer, der je eine olympische Gold-, Silber- und Bronzemedaille gewann.

## Karriere
Imre Nagy nahm 1958 erstmals an der Weltmeisterschaft im Modernen Fünfkampf teil, die ungarische Mannschaft mit András Balczó, Aladár Kovácsi und Imre Nagy gewann die Silbermedaille hinter der Mannschaft aus der UdSSR. Zwei Jahre später gewann bei den Olympischen Spielen in Rom der Ungar Ferenc Németh die Einzelwertung vor Imre Nagy, dem US-Athleten Robert Beck und András Balczó. In der Mannschaftswertung wurden damals die Einzelergebnisse addiert und so siegten Németh, Nagy und Balczó mit 554 Punkten Vorsprung vor der sowjetischen Mannschaft.
Bei den Weltmeisterschaften 1961 und 1962 siegte in der Mannschaftswertung jeweils die sowjetische Equipe vor der ungarischen Mannschaft mit András Balczó, Imre Nagy und Ferenc Török. 1963 in Magglingen trat die ungarische Mannschaft mit István Móna für Imre Nagy an und gewann den Weltmeisterschaftstitel. Bei der Heimreise fand der ungarische Zoll bei Balczó und Móna verbotene Waren. Der ungarische Verband sperrte die beiden daraufhin für die Olympischen Spiele 1964 in Tokio. Dort trat die ungarische Mannschaft nun mit Ferenc Török, Imre Nagy und Ottó Török, Ferencs jüngerem Bruder, an. Ferenc Török gewann die Einzelwertung, Nagy belegte den siebten Platz und Otto Török kam auf Platz 26, das reichte in der Mannschaftswertung für Bronze mit 16 Punkten Rückstand auf die zweitplatzierte US-Mannschaft.
Imre Nagy war von 1970 bis 1976 Trainer der ungarischen Fünfkampf-Mannschaft. Später vertrat er Ungarn im Board des Weltdachverbandes der Modernen Fünfkämpfer, 1988 wurde er dessen Generalsekretär. Beruflich baute er nach seinem Studium eine ungarisch-koreanische Firma auf, die er bis zu seinem altersbedingten Rückzug leitete.